# Семейла
Семейла (рум. Sămăila) — село у повіті Арджеш в Румунії. Входить до складу комуни Прібоєнь.
Село розташоване на відстані 92 км на північний захід від Бухареста, 18 км на схід від Пітешть, 118 км на північний схід від Крайови, 96 км на південний захід від Брашова.

## Населення
За даними перепису населення 2002 року у селі проживала 321 особа, з них 319 осіб (99,4%) румунів. Рідною мовою 319 осіб (99,4%) назвали румунську.